# Heimara
El SS Heimara (a veces escrito como Himara o Chimara, en griego: Χειμάρρα) fue un barco de pasajeros que operaba la ruta El Pireo - Salónica. El barco chocó contra un arrecife y se hundió el 19 de enero de 1947 en el mar Egeo, matando a unas 400 personas. Es el desastre marítimo más mortífero de Grecia.

## Hundimiento

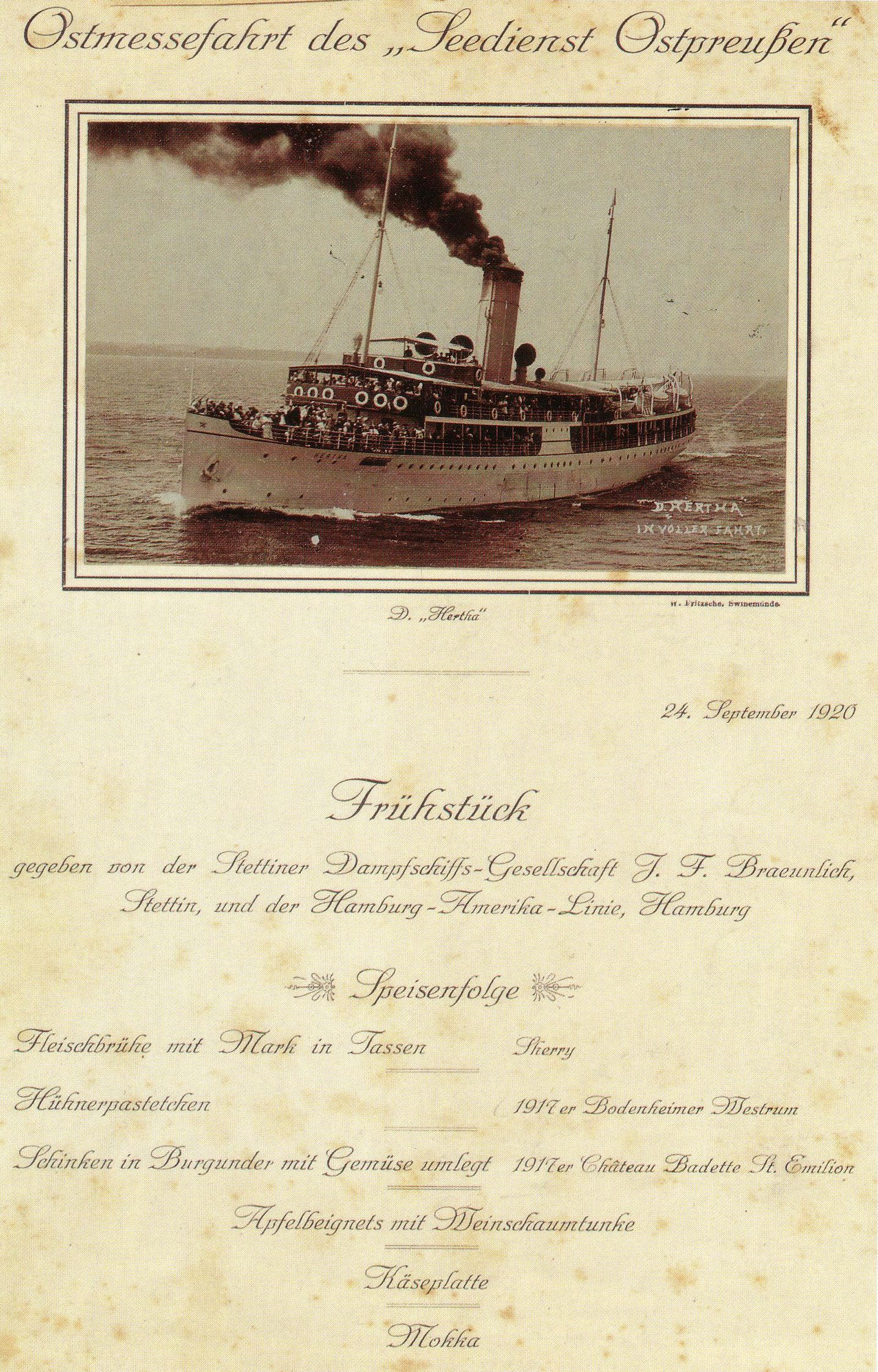
El SS Hertha en 1920

El 18 de enero de 1947, el Heimara zarpó de Tesalónica con destino a El Pireo con una tripulación de 86 personas y unos 550 pasajeros. Con la guerra civil griega en curso, 36 de los pasajeros eran presos políticos enviados al exilio. Debido a las adversas condiciones meteorológicas, su capitán decidió poner rumbo a través del Golfo de Eubea y evitar el peligroso Cabo Kafireas (Cavo D' Oro) en el extremo sureste de la isla de Eubea. 
Después de una escala en Calcis donde desembarcó a 10 pasajeros, se hizo a la mar de nuevo a la 01.30 a. m.. Alrededor de las 4:00 a. m. del 19 de enero de 1947, mientras navegaba en la niebla en el sur del Golfo de Eubea, el buque chocó contra un arrecife cerca de los islotes Verdugia (griego: Βερδούγια), que se encuentran entre Agia Marina y Nea Styra. La colisión causó daños en el timón y la radio, además de inundaciones.
El Heimara tardó una hora y media en hundirse tras el accidente, a tan sólo una milla de la costa del islote de Kavalliani. Sin embargo, el pánico durante el abandono desordenado, unido a las bajas temperaturas y las fuertes corrientes marinas, provocó la muerte de unas 400 personas. Varias fuentes hablan de 383 víctimas, pero se desconoce la cifra exacta, ya que no se ha confirmado el número de personas a bordo.
Los primeros relatos atribuyeron el accidente a que el Heimara chocó contra una mina naval suelta, pero no fueron confirmados. Las investigaciones concluyeron que se había desviado varios kilómetros de su rumbo. Debido a su elevado número de víctimas, el accidente pasó a ser conocido como el Titanic griego.